# Sân bay quốc tế Tijuana
Sân bay quốc tế Tijuana đôi khi còn được gọi là Sân bay quốc tế Abelardo L. Rodríguez (IATA: TIJ, ICAO: MMTJ) là một sân bay quốc tế ở Tijuana, Baja California, México. Đây là sân bay cực bắc thứ nhì Mexico sau sân bay quốc tế tướng Rodolfo Sánchez Taboada. Năm 2010, sân bay quốc tế Tijuana phục vụ 3.649.500 lượt khách, tăng 7,1% so với năm 2009 do các hãng hàng không giá rẻ Avolar đặt trụ sở ở sân bay này đã ngưng hoạt động do khó khăn tài chính. Đây là sân bay lớn thứ năm ở Mexico sau các sân bay ở Thành phố Mexico, Cancun, Guadalajara và Monterrey. Sân bay này có năng lực 10 triệu lượt khách mỗi năm và 360 lượt chuyến bay mỗi ngày.
Sân bay này có vai trò là thành phố tập trung của hãng Aeroméxico (cùng với Aeroméxico Connect), các hãng hàng không hàng đầu ở Tijuana, với 20 lượt chuyến mỗi ngày đi và đến các thành phố Mexico. Aeroméxico đang cố gắng phát triển sân bay làm cửa ngõ vào châu Á. Từ khi có chuyến bay đầu tiên vào tháng 11 năm 2006, Aeroméxico có 2 chuyến mỗi tuần nối với sân bay Narita Tokyo. Aeroméxico đã phục vụ lại tuyến Thượng Hải vào ngày 26 tháng 3 năm 2010 sau khi dừng 11 tháng vì dịch cúm bùng phát.